# La Lune est blanche
La Lune est blanche est une bande dessinée documentaire des frères Emmanuel et François Lepage, publiée en septembre 2014 chez Futuropolis. L'ouvrage, qui mêle narration, dessin et photographie, raconte le voyage des deux artistes en Terre-Adélie dans le cadre d'une mission scientifique et se compose de 256 pages. Il reçoit un accueil critique favorable et le prix France Info lui est décerné.

## Synopsis
En septembre 2011, à Brest, Yves Frénot, directeur de l’Institut Polaire Français, propose à Emmanuel Lepage de s'embarquer pour la Terre-Adélie et accepte que son frère François, photographe, l'accompagne afin d'élaborer une bande dessinée documentaire. Frénot leur propose de participer, en tant que chauffeurs, au convoi de ravitaillement ralliant, en tracteur, la base Dumont d’Urville à celle de Concordia, soit un voyage de 1 200 kilomètres en douze jours : le Raid. En octobre 2012 a lieu un séminaire de préparation pour la mission no 63 en Terres australes et antarctiques françaises, où les frères Lepage rencontrent les membres scientifiques et techniques de la mission (les « hivernants »). L'embarquement est annoncé pour décembre 2012 à bord du navire L'Astrolabe, au départ de Hobart (Tasmanie). Néanmoins, le bateau est retardé par les glaces et Emmanuel Lepage hésite à reporter ; son frère le convainc de maintenir la mission. En janvier 2013, tous deux rejoignent le groupe et entament la traversée. Outre le relatif inconfort de ce voyage, l'équipage rencontre des difficultés pour traverser le « pack », la mer gelée autour de la Terre-Adélie. Après plusieurs échecs, L'Astrolabe arrive à la base Dumont-d'Urville ; néanmoins, ces retards cumulés représentent trois semaines : l'organisation de plusieurs missions scientifiques en est bouleversée. Le chef de l'expédition annonce aux frères que seul le photographe partira avec le Raid. Frustrés, les deux frères débattent de cette situation puis François Lepage déclare au chef d'expédition qu'ils partiront ensemble ; il s'agit d'un « coup de poker », qui aboutit au résultat désiré. Les frères intègrent le convoi et parviennent, non sans mal en raison des conditions climatiques extrêmes, jusqu'à Concordia.

## Genèse de l'œuvre
Emmanuel et François Lepage sont frères, nés respectivement en 1966 et 1970, originaires de Saint-Brieuc. Emmanuel Lepage, formé en architecture, devient auteur de bande dessinée : son premier album est publié en 1987. François Lepage accomplit des études de lettres puis il devient photographe et travaille pour l'agence Sipa Press en menant des reportages à l'international. 
En 2010, la journaliste Caroline Britz et les deux artistes embarquent pour un reportage à bord du navire Marion Dufresne, qui assure le ravitaillement des Terres australes et antarctiques françaises du sud de l’océan Indien, par exemple à l'île Kerguelen, dans l'archipel Crozet... À partir de cette expérience, chacun a publié un ouvrage documentaire : pour Emmanuel Lepage, il s'agit du Voyage aux îles de la Désolation, en 2011 (éditions Futuropolis), mêlant bande dessinée, croquis et illustrations ; pour François Lepage et Caroline Britz, le recueil Marion Dufresne, ravitailleur du bout du monde (Marines Éditions). Lors de cette mission, ils rencontrent Yves Frénot, directeur de l’Institut Polaire Français, grand amateur de bande dessinée. Frénot propose à Emmanuel Lepage de publier un nouveau livre dépeignant la base antarctique Dumont-d'Urville, avec un éventuel trajet jusqu'à la base antarctique Concordia. Le dessinateur annonce aussitôt son souhait d'être accompagné de son frère : tous deux rêvent depuis longtemps de partir ensemble dans une aventure et ils souhaitent écrire un livre à quatre mains, ; par ailleurs, le franc succès de l'aîné avec Voyage aux îles de la Désolation pèse sur leur relation.
Emmanuel Lepage a rédigé cinq versions du scénario avant de parvenir à un résultat lui donnant satisfaction. En raison d'un problème à la main, il a dû changer sa technique de dessin, passant notamment au lavis noir et blanc ; cette méthode lui permet de terminer l'album en un an.

## Choix artistiques
Le livre compte 256 pages. L'album articule narration, photographies, croquis et illustrations ; Emmanuel Lepage adopte un trait réaliste. Les dessins sont parfois en couleurs et parfois en noir et blanc. Plusieurs images apparaissent en pleine page, voire en double pleine page ; certaines séquences sont muettes.
Les deux frères avaient décidé que le narrateur principal serait Emmanuel Lepage ; toutefois, la présence de François Lepage s'exprime à travers les photos ainsi que les messages qu'il envoie à sa compagne, Marile. François Lepage sélectionne quelque soixante-dix clichés de la mission ; son frère néanmoins ne suit pas toujours son avis, car la qualité de la narration doit l'emporter sur l'esthétique pure. Ces clichés « portent » le récit. 
Le dessinateur réalise les croquis et illustrations en utilisant plusieurs procédés : crayon, aquarelle, gouache, pastel, fusain, encres de couleur. Les clichés sont introduits progressivement et, en général, ils servent de « pause contemplative »,, à quelques exceptions près. Pour les récits racontant la conquête historique de la Terre Adélie, l'artiste emploie un lavis en tons sépia grisés, allusions aux anciennes photographies,.

## Thèmes
Le récit insiste « sur l’expérience fraternelle autant que sur l’expérience aventurière ». Les relations entre les personnes à la conquête de ce territoire hostile sont au cœur du livre.

### La Terre-Adélie
Le continent antarctique a été aperçu pour la première fois en 1820 et c'est en 1840 qu'un drapeau y est planté, par le Français Jules Dumont d'Urville. D'autres expéditions ont suivi, malgré les dangers ; certaines ont connu une fin tragique. En 1911, les humains parviennent à le conquérir. Ces évènements sont relatés dans l'ouvrage.

### Relation fraternelle
Après la mission à bord du Marion Dufresne, chacun des frères a publié un ouvrage : pour Emmanuel Lepage, il s'agit du Voyage aux îles de la Désolation ; pour François Lepage, en collaboration avec la journaliste Caroline Britz, le recueil Marion Dufresne, ravitailleur du bout du monde. Or, ces deux œuvres n'ont pas rencontré un succès identique. Le photographe souffre parfois d'être « le frère du dessinateur », et il appréhende donc les réactions des autres membres de la mission. Les deux frères vivent, dans l'intimité de voyage, des moments forts par cette expérience artistique commune. Le positionnement de chaque frère envers l'autre représente un thème essentiel. L'ouvrage est « un récit à deux voix ». À terme, le photographe estime que ce voyage et ce livre ont rendu leur relation plus équilibrée.

### Aventure
Emmanuel Lepage se dit profondément influencé depuis l'enfance par les récits d'aventure, à commencer par ceux de Tintin, mais aussi d'autres classiques comme les œuvres de Jules Verne et Jack London ou L'Île au trésor de Robert Louis Stevenson. L'aventure est un thème récurrent dans l'œuvre. Les passages documentaires sur l'arrivée des humains en Terre-Adélie reflètent l'admiration du narrateur pour ces explorateurs curieux et audacieux, comme Roald Amundsen, Robert Falcon Scott et surtout Ernest Shackleton,. Ces références sont illustrées en tons sépia ou grisés. La mer est un thème qui l'intéresse depuis longtemps. Cette mission constitue pour les deux frères une grande aventure, à la fois « esthétique et humaine ».
Participer au convoi présente un aspect répétitif, voire ennuyeux : en effet, il s'agit de conduire plusieurs jours d'affilée le même tracteur dans un désert blanc où il n'existe pas de point de repère. L'auteur se réfère, à ce sujet, au film Un jour sans fin,.

### Mission scientifique
La dimension humaine est fondamentale dans la narration. Le directeur de l’Institut Polaire Français a sollicité, auprès d'Emmanuel Lepage, un ouvrage pour rendre compte « des programmes scientifiques qui […] sont menés, les différents corps de métier, la vie quotidienne à la base de Dumont d’Urville Terre-Adélie ». L'album s'appuie sur une solide documentation et l'auteur a demandé à ses interlocuteurs de vérifier ses explications. À travers les « galeries de portraits » sur le personnel scientifique et technique de la mission, cette « communauté du savoir », Emmanuel Lepage explique l'histoire et les enjeux autour de la présence humaine en Antarctique, ce qui confère à l'album une dimension didactique,. En particulier, les effets sur le climat constituent un fil rouge tout au long de la narration,.

### Attente
L'attente est un thème récurrent dans l'œuvre : le climat extrême impose des contraintes et des incertitudes permanentes sur le départ lui-même, sur la date du départ, sur les tentatives pour traverser le « pack »... Dans Actualitté, Emmanuel Lepage souligne la difficulté à illustrer cette attente.

### Contraintes de création
Emmanuel Lepage montre à plusieurs reprises les obstacles pour dessiner dans les conditions extrêmes où il se trouve : il doit conduire son tracteur et, en outre, il faut porter des moufles ; par grand froid, il est impossible d'employer l'aquarelle et les crayons pastel se brisent. Par moments, il ne peut donc pas tracer aisément ; ce sont alors les photos qui prennent le relais. François Lepage rencontre également des problèmes techniques avec son matériel photo en raison du climat. Il trouve délicat de photographier un immense paysage blanc ; en outre, il est impossible de demander au convoi de s'arrêter pour prendre des clichés : les collègues ne l'ont accepté qu'une seule fois, avec réticence. Par ailleurs, les vents modifient en un instant le paysage qu'il souhaite capturer.

## Accueil critique
L'album reçoit en 2015 le 21e Prix France Info de la bande dessinée d'actualité et de reportage. Le jury souligne que cet album résonne avec la conférence de Paris sur le climat. La Lune est blanche fait également partie des cinq finalistes au grand prix de la critique. Le festival de bande dessinée de Perros-Guirec lui décerne le prix de la bande dessinée maritime. À Rochefort en Charente-Maritime, le Centre international de la mer-Corderie Royale et l'association Hermione-La Fayette, en décernant les prix « Mémoires de la mer » 2015, récompensent les frères Lepage dans la catégorie bande dessinée. 

### Expositions
Dans le sillage de l'œuvre se tiennent plusieurs expositions sur les travaux d'Emmanuel et François Lepage, par exemple au Palais de la Découverte ainsi que dans le Morbihan.

#### Ressources audiovisuelles
- « BD : La Lune est Blanche », RTBF,‎ 7 janvier 2015 (lire en ligne).
- Grégoire Sauvage et Emmanuel Lepage (int.), « Emmanuel Lepage, auteur de «La Lune est blanche» (rediffusion) », rfi.fr,‎ 13 février 2015 (lire en ligne).
- « La Bibliothèque du professeur Y., 17.10.2014, 16h30. "La lune est blanche", d'Emmanuel et François Lepage (Futuropolis) », sur rts.ch, 17 octobre 2014.
- Christophe Ono-dit-Biot et Jean-Baptiste Hamelin, « "La lune est blanche" d'Emmanuel Lepage par la librairie Le Carnet à spirale à Charlieu », France Culture,‎ 7 janvier 2015 (lire en ligne).
- « Emmanuel Lepage pour "La lune est blanche" », sur www.rtl.be.
- « Un livre un jour « La Lune est blanche » de François et Emmanuel Lepage (Futuropolis) », sur france.tv/france-3, 14 novembre 2014.
- Olivier Barrot, « Un livre, un jour «La Lune est blanche» de François et Emmanuel Lepage (Futuropolis) », sur tv-programme.be.
- Anne Douhaire et Emmanuel Lepage (int.), « Superbe Lune blanche d'Émmanuel Lepage », France Inter,‎ 20 octobre 2014 (lire en ligne).
- « Interview vidéo : Emmanuel & François Lepage pour La Lune est blanche », 11 octobre 2014.